# Myrcia racemulosa
Myrcia racemulosa là một loài thực vật có hoa trong Họ Đào kim nương. Loài này được DC. mô tả khoa học đầu tiên năm 1828.